# Croton heptalon
Croton heptalon är en törelväxtart som först beskrevs av Carl Ernst Otto Kuntze, och fick sitt nu gällande namn av B.W.van Ee och Paul Edward Berry. Croton heptalon ingår i släktet Croton och familjen törelväxter. Inga underarter finns listade i Catalogue of Life.